# Iron Brigade (jogo eletrônico)
Iron Brigade, anteriormente intitulado Trenched, é um jogo de 2011, desenvolvido pela Double Fine Productions, publicado pela Microsoft Studios como um título Xbox Live Arcade para download no Xbox 360 e lançado para Microsoft Windows em 2012. Iron Brigade é um jogo híbrido de defesa de torre e tiro em terceira pessoa, ambientado após a Primeira Guerra Mundial em uma realidade alternativa, onde o jogador controla unidades da Brigada Móvel de Trincheira para combater espécies robóticas chamadas Monovisão. O jogador controla robôs gigantes do tipo mecha com personalização de armas e armaduras através de uma variedade de missões ambientadas em todo o mundo. O jogo foi lançado no serviço Xbox Live em 22 de junho de 2011, com lançamento atrasado em certas áreas europeias devido a problemas de marca registrada do título, com lançamento agendado para 30 de novembro de 2011, mas foi finalmente lançado em 1 de dezembro de 2011 sob o nome alternativo Iron Brigade. O nome do título foi atualizado mundialmente para Iron Brigade junto com o lançamento europeu.

## Jogabilidade

O jogador controla o personagem selecionado em uma "trincheira móvel", defendendo sua base contra as criaturas "Monovision" da televisão.

Iron Brigade é considerado um jogo híbrido, misturando a jogabilidade de jogos de defesa com jogos de tiro em terceira pessoa e incorporando elementos de RPG. Os jogadores controlam uma "trincheira", uma máquina de guerra gigante que pode se mover pelo campo de batalha conforme necessário. O objetivo do jogador é proteger sua base naval, o USS McKinley, de ondas cada vez mais difíceis de Monovisions. Embora a trincheira de um jogador possa ser desativada por ataques inimigos, o jogador pode gastar tempo para consertar a máquina e continuar, o jogo só é perdido quando a base é invadida pelas Monovisões (embora haja exceções em alguns níveis, onde o objetivo é destruir um determinado objeto em vez de defendê-lo). Durante os ataques, o jogador tem a capacidade de aterrar sua trincheira em um local fixo ou mover-se pelo campo para atirar nos inimigos.
Antes do combate, o jogador customiza seu equipamento na trincheira da base. A escolha do casco da trincheira afetará o número e os tipos de armas que podem ser carregadas nela. O jogador também pode selecionar quais posições irá carregar, eventualmente selecionando um local no campo de batalha para colocá-las. As posições fornecem capacidades ofensivas e defensivas, como repelir os inimigos. À medida que o jogador derrota as Monovisões, eles deixarão pedaços de sucata que podem ser usados para reparar, atualizar e chamar mais posições. Depois de vencer uma batalha, o jogador ganha recompensas, incluindo novas armas e peças para sua trincheira, além de chapéus decorativos semelhantes ao Team Fortress 2. O jogador ganhará pontos de experiência tanto para objetivos pessoais quanto para objetivos de "Regimento", refletindo o progresso entre os últimos jogadores do Xbox Live com os quais o jogador cooperou. De maneira semelhante a Call of Duty 4: Modern Warfare, novas armas e outras opções de personalização ficam disponíveis à medida que o jogador ganha nível desta forma. Iron Brigade permite jogo cooperativo para até quatro jogadores.

## Trama
Situado em uma história alternativa logo após o fim da Primeira Guerra Mundial, uma estranha comunicação de rádio conhecida como "a Transmissão" é enviada para todo o mundo e causou a morte de muitas pessoas que a ouviram. Dois veteranos de guerra, Frank Woodruff e Vladimir Farnsworth, sobrevivem ao ataque e ganham superinteligência e conhecimento de tecnologia avançada. Frank, que já havia perdido as pernas na guerra, usa seu conhecimento para projetar e construir plataformas mecânicas de caminhada chamadas "trincheiras móveis", dando a outros soldados deficientes a capacidade de se moverem novamente. Vladimir, por outro lado, cria a Monovisão, permitindo às pessoas vivenciar o mundo no conforto e isolamento de suas casas. Vladimir enlouquece com sua própria invenção, empenhado na conquista global, ele constrói criaturas robóticas baseadas em Monovisão, depreciativamente chamadas de "Tubos", projetadas para espalhar a transmissão e estabelece cabos de Monovisão em todo o mundo. À medida que as forças de Vladimir se espalham, a "Brigada Móvel de Trincheira" de Frank lidera o contra-ataque. Depois que a "Brigada Móvel de Trincheira" derrotou as forças de Vladimir, é revelado que a influência da Monovisão sobre Vladimir tornou seu corpo como o de um bebê recém-nascido, mantendo sua cabeça e intelecto. Embora ainda não esteja claro de onde veio a transmissão ou quando atacará novamente, Frank observa que a Brigada Móvel de Trincheira estará lá para combater a ameaça caso ela se levante novamente.

## Desenvolvimento
Iron Brigade é o quarto jogo (incluindo Costume Quest, Stacking e Sesame Street: Once Upon a Monster) resultante de um período chamado "Amnesia Fortnight" durante o período de 2009-2010, onde o último lançamento baseado em disco da Double Fine, Brütal Legend, não tinha editora. É também o primeiro jogo dirigido pelo designer Brad Muir. Para aumentar o moral, Tim Schafer dividiu a equipe em quatro grupos, desafiando-os a desenvolver um protótipo de jogo dentro de duas semanas para revisão pelo restante da empresa. Cada uma das quatro ideias foi considerada uma base de sucesso para jogos futuros.  Quando Brutal Legend foi concluído e Double Fine foi instruído a interromper o trabalho em uma sequência, Schafer recorreu a esses quatro jogos e procurou editores para eles como títulos menores e para download.
O estilo de arte do jogo é inspirado nas revistas masculinas das décadas de 1940 e 1950, que ilustravam "o senso de aventura, bravura, camaradagem, bebida e a boa e velha violência com socos no rosto", de acordo com o líder do projeto, Brad Muir. Com o desenvolvimento assistido pela Microsoft Studios, Muir e sua equipe de arte puderam recorrer ao próprio departamento de arte da Microsoft para criar algumas dessas imagens.
Anunciado na Game Developers Conference de 2011 por Tim Schafer. O jogo foi originalmente anunciado e lançado na América do Norte como Trenched. Embora programado para ser lançado quase ao mesmo tempo que a versão norte-americana, as versões europeias do jogo foram adiadas indefinidamente.  Foi descoberto que uma marca anteriormente registada num jogo de tabuleiro português com temática de guerra "Trench", propriedade de Rui Alípio Monteiro, entrava em conflito com o nome de Trenched. Rui Alípio Monteiro afirmou que pretende transformar "Trench" num jogo electrónico, complicando ainda mais o lançamento de Trenched. Contestação semelhante ocorreu nos Estados Unidos, onde Rui Alípio Monteiro também já havia depositado a marca “Trench”. Segundo Muir, a Microsoft trabalhou para resolver o problema da marca registrada para garantir o lançamento do jogo na Europa. Por fim, na conferência Gamescom 2011, a Microsoft anunciou que Trenched seria renomeado como Iron Brigade na Europa, com lançamento previsto para novembro de 2011. Mais tarde foi anunciado que o nome do jogo seria atualizado através de um patch no final de 2011 para trazer os outros lançamentos do jogo para atender o novo nome Iron Brigade, juntamente com a adição de novos modos de jogo, armas e extras com o jogo. A versão renomeada e o lançamento europeu foram originalmente agendados para setembro de 2011, mas Muir explicou que muitas das mudanças tiveram que passar por várias divisões do processo de certificação do jogo Xbox Live Arcade, atrasando as atualizações até novembro.
Junto com a renomeação, o jogo ganhou um novo modo de jogo, armas e extras sem custo adicional, como forma de compensar o atraso e a renomeação. O lançamento de Iron Brigade contou com um modo “Survival” onde os jogadores devem defender o maior tempo possível contra 100 ondas de inimigos. O primeiro conteúdo para download do jogo, Rise of the Martian Bear, foi lançado em 1 de fevereiro de 2012 e apresenta uma nova campanha, mais itens e mapas do modo de sobrevivência.
Uma versão do Microsoft Windows foi anunciada para lançamento em 13 de agosto de 2012; esta versão inclui o DLC Martian Bear gratuitamente. Em maio de 2015, a Double Fine conseguiu adquirir totalmente os direitos do Iron Brigade da Microsoft, permitindo-lhes remover o Games for Windows Live da versão Windows e substituí-lo pelo Steamworks.

### Rise of the Martian Bear
Em 1 de fevereiro de 2012, o conteúdo para download de Rise of the Martian Bear foi lançado. Ele retoma a história logo após o final da campanha original. O jogador se vê mais uma vez tendo que enfrentar Vladimir Farnsworth, já que ele sobreviveu transferindo sua consciência para seu urso de estimação, que tem barba e bigode iguais. Ele tem uma monovisão fixada no topo de sua cabeça que mostra o rosto original de Farnsworth.
A premissa é que Vlad espalhou a transmissão pelo espaço, então o jogador precisa lançar sua base móvel de operações – o USS McKinley – ao espaço para detê-lo. Rise of the Martian Bear contém cinco novas missões de campanha (4 missões de defesa e 1 missão de chefe) e duas novas missões de sobrevivência, três novos inimigos, mais de 80 novos itens de saque e um limite de nível aumentado.

## Recepção
O título recebeu críticas em sua maioria positivas, com uma pontuação no Metacritic de 82. Joystiq deu-lhe uma crítica muito favorável, marcando-o com uma classificação de 4,5/5, chamando-o de um jogo bem polido e com muita personalidade.  O revisor observou que se tornou uma de suas experiências multijogador favoritas no Xbox Live e é seu jogo de defesa de torre favorito até o momento. IGN deu ao título uma classificação de 9 em 10. Anthony Gallegos considerou-o o melhor título para download que jogou durante todo o ano, afirmando que sua combinação de escrita habilidosa, tiro divertido e defesa tática de torre proporciona horas de jogo reproduzível. A Official Xbox Magazine deu-lhe uma classificação de 9 em 10, elogiando as explosões, o equilíbrio de ação e estratégia e a capacidade de repetição. Destructoid deu-lhe uma classificação de 8,5 em 10, chamando-o de um jogo muito divertido que tem apenas algumas pequenas falhas.
A GameSpot deu uma classificação de 8 em 10, elogiando a combinação de defesa de torre e jogabilidade de ação, missões variadas com valor de repetição, modos divertidos solo e cooperativo e personalização, mas criticando a tarefa de coletar sucata. 1UP.com deu nota B, criticando que o jogo não inclui uma opção cooperativa local, mas afirmando que se você tiver um amigo com quem jogar, pode ser incrível. A GamePro deu ao título uma classificação de 4,5 de 5 estrelas, elogiando sua jogabilidade viciante e recompensadora de saque, multijogador estratégico e fácil de entrar e opções de personalização divertidas, mas criticando o indicador de inimigo ocasionalmente instável e a opção ausente de um visão estratégica de todo o mapa.
Durante o 15º Prêmio Anual de Realização Interativa, a Academia de Artes & Ciências Interativas nomeada Iron Brigade para "Strategy/Simulation Game of the Year".